# 12대 닥터
12대 닥터 (Twelfth Doctor, 열두 번째 닥터)는 장수 방영되고 있는 BBC의 텔레비전 공상과학 드라마 닥터 후의 주인공인 닥터의 모습 중 하나이다. 스코틀랜드 배우 피터 카팔디가 배역을 맡았다. 작중 닥터는 시간 여행을 하는 인간형 외계인 종족 타임 로드의 일원이다. 닥터는 치명상을 입었을 때 자신의 몸을 재생성시킬수 있으며, 그 과정에서 새로운 모습과 성격을 지니게 된다. 이러한 설정은 1963년 드라마 방영 개시 이래로 긴 세월을 거치면서도 닥터라는 한 배역에 여러 배우가 출연하도록 만들고 있다.
카팔디는 드라마 50주년 기념 스페셜 에피소드 "The Day of the Doctor" (2013)에서 갈리프레이를 멸망에서 구해내기 위해 모여든 닥터 후의 13개 모습들 중 하나로 닥터 역으로써 처음이자 매우 짧은 출연을 했다. 카팔디의 완전한 첫 출연은 크리스마스 스페셜 에피소드 "The Time of the Doctor"에서였다. 시즌 8에서 동행자인 클라라 오즈월드 (제나 콜먼)과 동행하였다.

## 등장
12대 닥터는 프로그램 50주년 기념 에피소드 "The Day of the Doctor"에서 닥터의 13개 모습들이 시간 전쟁에서 그의 고향인 갈리프레이 행성을 멸망으로부터 구해내기 위해 연합했을 때 처음이자 크레딧에는 나오지 않은 출연을 했다. 처음에는 갈리프레이의 작전실에 있던 타임 로드들이 행성에 다가오고 주위를 도는 12개의 파란 타디스들을 알아본다. 그러고 나서 이 숫자는 13개로 정정되며, 카팔디의 손과 눈, 이마가 순식간에 나타난다. 그런 뒤 12대 닥터는 다음 에피소드인 "The Time of the Doctor"에서 늙어서 거의 죽어가다가 주머니 공간에서 숨은 채로 살아남은 타임 로드들로부터 새로운 재생성 주기를 먼 곳에서 받아서 11대 닥터 다음으로 완전한 첫 출연을 한다. 그는 시즌 8의 첫번째 에피소드부터 활동을 시작한다.

## 캐스팅

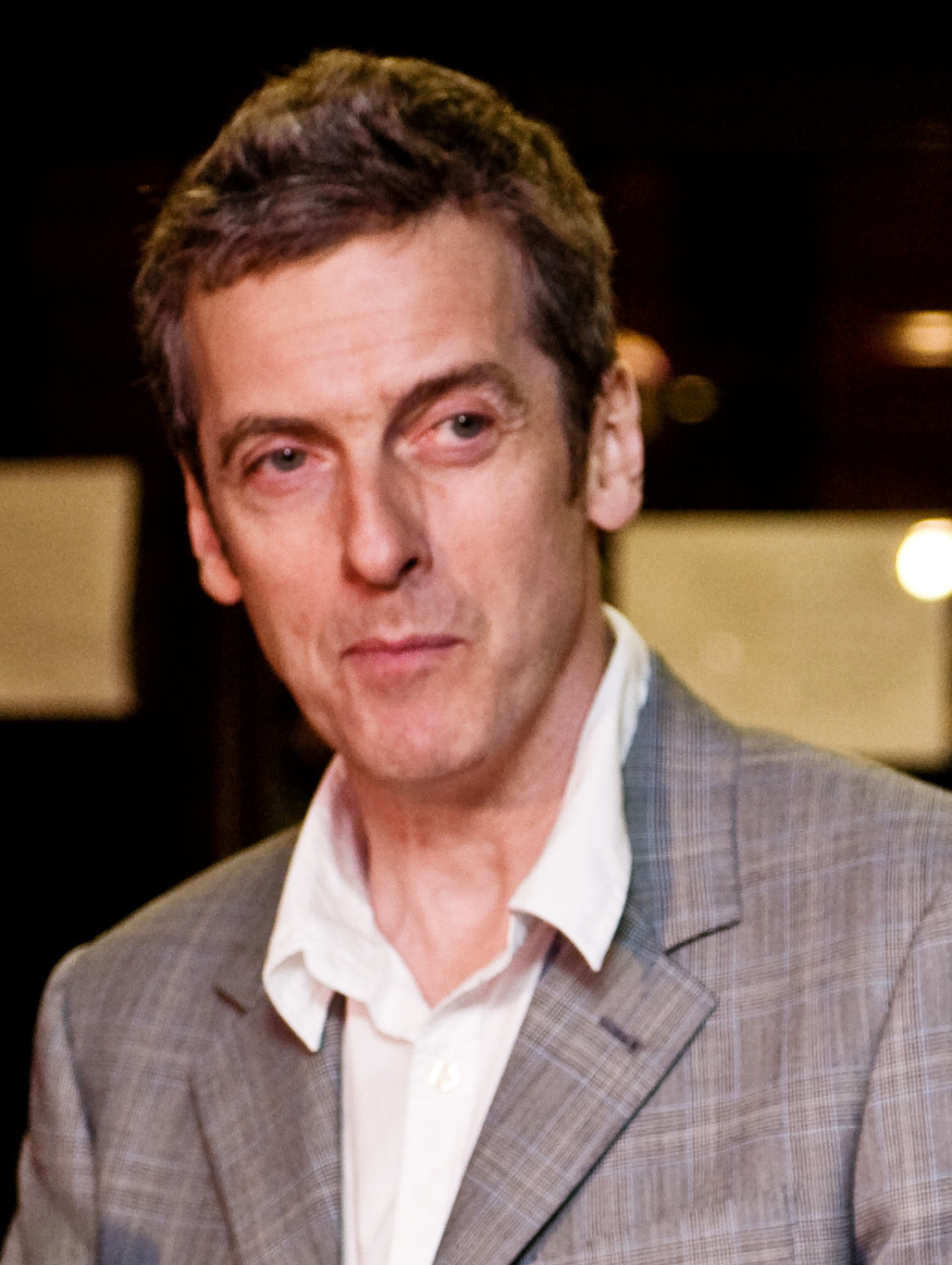
12대 닥터 역을 맡은 피터 카팔디

11대 닥터를 연기했던 맷 스미스는 2013년 6월 1일 자신이 닥터 후에서 하차한다는 소식을 발표했다. 다음 닥터가 카팔디란 것이 밝혀지기 전까지 그에 대한 매스컴들의 온갖 추측이 있었다. 2013년 8월 3일 배팅업체 윌리엄 힐은 카팔디가 캐스팅하기에 5~6번째로 가장 인기 있는 배우가 되자 내기를 연기했다. 카팔디의 캐스팅은 8월 4일 BBC One의 <닥터 후: 다음 닥터> (Doctor Who Live: The Next Doctor)라는 제목의 생방송에서 드러났다. 이 생방송 쇼는 영국에서 평균 627만 명이 시청했으며, 미국, 캐나다, 오스트레일리아에서도 동시에 방송되었다.
닥터 후의 작가이자 프로듀서인 스티븐 모팻은 11대 닥터를 캐스팅할 때 카팔디가 "잠시 머리에 스쳤지만" 그땐 그가 그 역할에 적절하지 않았다고 생각하여 그 아이디어를 잊었다고 말했다. BBC의 드라마 국장 벤 스테펀슨은 8월에 밝혀지기 몇달 전 카팔디가 제안되었고 모팻의 집에서 비밀 오디션이 진행되었다고 말했다. 카팔디는 인터넷에서 옛날 «닥터 후» 대본을 다운받고 거울 앞에서 연습하여 오디션을 준비했다. 그는 프라하에서 애드리언 호지스 감독의 삼총사 촬영 도중 역을 맡았단 것을 알게 되었다. 에이전트가 건 전화를 받지 못한 뒤 카팔디가 다시 전화를 걸자 "Hello, Doctor!"라는 인사를 받았다고 한다. 카팔디는 처음으로 캐스팅될 때 나이 55세로 윌리엄 허트넬 (1대 닥터)이 배역에 선정되었을 때와 거의 같은 나이였으며 (배역에 선정될 때 허트넬이 카팔디보다 나이가 고작 몇 달이 더 많았다) 허트넬이 드라마의 주인공이 된 이래로 가장 나이가 많은 배우가 될 예정이다. 모팻은 둘 다 변화를 주고 대조를 줄이게 되면서 가장 젊은 배우에 이어서 나이가 더 많은 배우가 일을 최고로 잘 해낼 것이라고 느꼈다. "나는 이상한 '애늙은이' 맷 스미스가 이상한 '늙은애기' 피터 카팔디로 바뀔 것이란 것을 정말로 확신할 수 있다"고 그는 말했다.